# Tomasz Chrzanowski (lekkoatleta)
Tomasz Chrzanowski (ur. 12 lipca 1981) – polski lekkoatleta, kulomiot.
Jest dwukrotnym halowym mistrzem Polski seniorów (2000 i 2003). Oba te tytuły zdobył jako zawodnik WKS Śląsk Wrocław. Jako junior odnosił duże sukcesy na międzynarodowych imprezach – srebrny medal na Mistrzostwach Europy juniorów w lekkoatletyce (Ryga 1999) oraz brąz podczas Mistrzostw Świata Juniorów w Lekkoatletyce (Santiago 2000). W seniorskiej karierze nie osiągnął już takich wartościowych wyników, choć był 5. podczas Halowego Pucharu Europy (Lipsk 2003).

## Rekordy życiowe
- pchnięcie kulą – 19.47 (2003)
- pchnięcie kulą (hala) – 19.39 (2003)